# Marcelo Déda

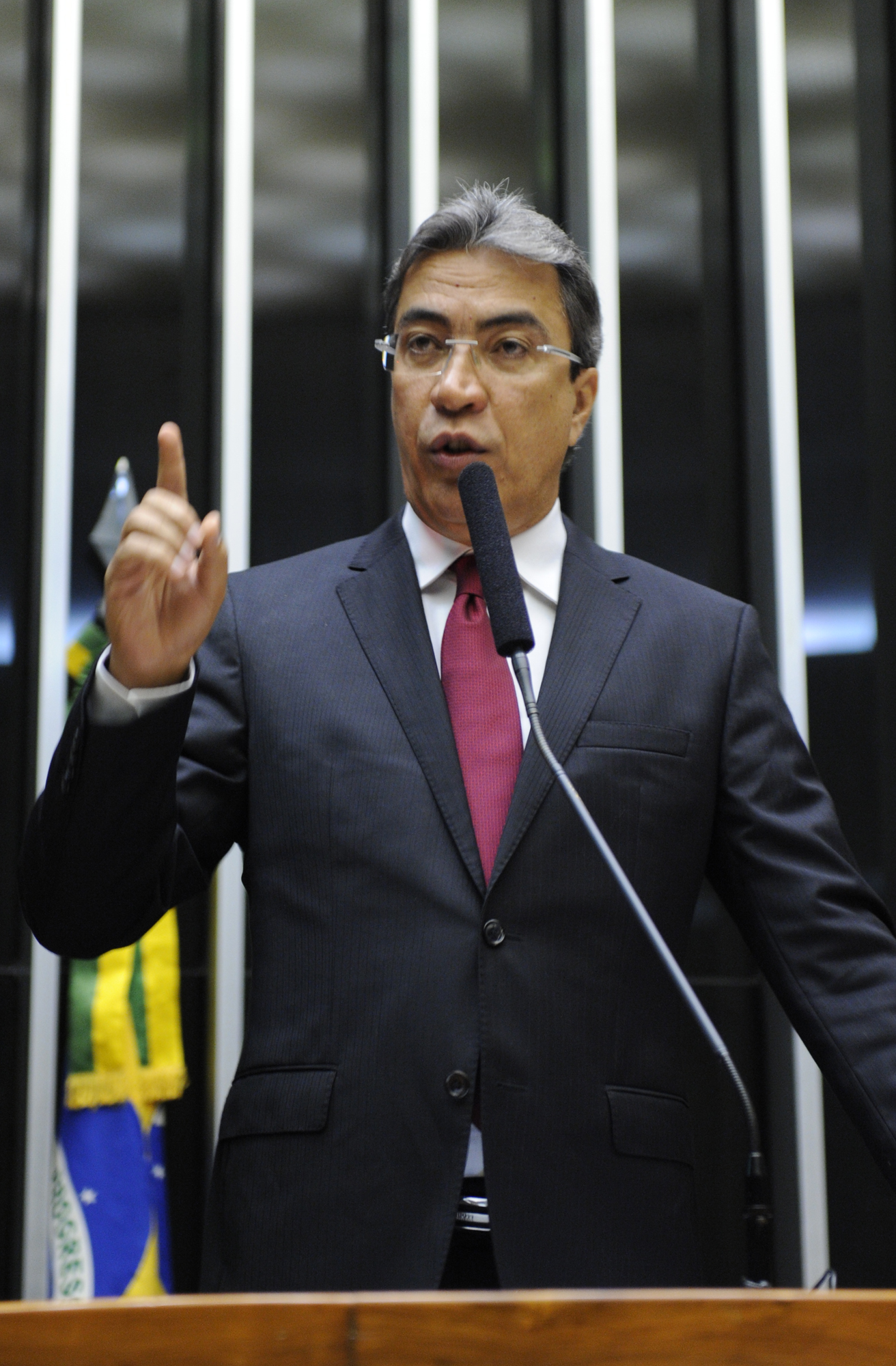
Marcelo Déda el julio del 2011.

Marcelo Déda Chagas (Simão Dias, Sergipe, 11 de marzo del 1960 – São Paulo, 2 de diciembre de 2013) fue un político brasileño afiliado al Partido de los Trabajadores.
Fue elegido en 1986 diputado estadual y en 1990 intentó renovar su cargo pero no consiguió los votos necesarios. Cuatro años después consigue sin embargo el puesto de diputado federal por su estado, Sergipe. En 1998 volvió a ser elegido diputado federal pero dimitió para presentarse y ganar a la alcaldía de Aracaju. Permanecería en el cargo hasta el 2006, año en el que concurrió a las elecciones a la gobernadoría de Sergipe. En ellas, consiguió derrotar al gobernador João Alves Filho, con el 52,4% de los votos y obteniendo por tanto la victoria en la primera vuelta. En 2010 fue reelegido, de nuevo sin necesidad de segunda vuelta y derrotando otra vez a Alves, al obtener el 52,08% de los votos. Fue apoyado por una amplia coalición formada por PRB, PDT, PT, PMDB, PSL, PSC, PR, PTC, PSB, PCdoB.
Falleció en São Paulo el 2 de diciembre de 2013 a los 53 años, víctima de un cáncer gastrointestinal.